# Josep Serra i Gil
Josep Serra i Gil (Amposta, 23 de desembre del 1923 – 12 de juny del 2002) va ser un ciclista català que fou professional entre 1948 - 1958.
Durant la seva carrera professional aconseguí 10 victòries, destacant un Campionat d'Espanya, dues etapes a la Volta a Espanya i quatre a la Volta a Catalunya.

## Palmarès[3]
- 1947
  - 1r al Campionat de Barcelona
- 1948
  - Vencedor d'una etapa de la Volta a Tarragona
  - Vencedor d'una etapa a la Volta a Catalunya i 1r al Gran Premi de la muntanya.
- 1949
  -  Campió d'Espanya en ruta
  - 1r al Gran Premi Pascuas
  - Vencedor d'una etapa al Gran Premi de Catalunya
- 1950
  - Vencedor de 2 etapes a la Volta a Espanya
  - 2n a la Volta a Catalunya, vencedor d'una etapa[4]
- 1951
  - Vencedor de 2 etapes a la Volta al Marroc
- 1952
  - 3r a la Volta a Catalunya, vencedor d'una etapa[4]

- 1953
  - 3r a la Volta a Catalunya, vencedor d'una etapa[4]
- 1954
  - 1r a la Bicicleta Eibarresa
  - Vencedor d'una etapa a la Volta a Catalunya

### Resultats a la Volta a Espanya
- 1948. 15è de la classificació general
- 1950. 3r de la classificació general. Vencedor de 2 etapes
- 1955. 7è de la classificació general
- 1956. 9è de la classificació general
- 1957. 38è de la classificació general

### Resultats al Tour de França
- 1949. Abandona (6a etapa)
- 1951. Abandona (22a etapa)
- 1952. 23è de la classificació general
- 1953. 14è de la classificació general
- 1954. 81è de la classificació general

### Resultats al Giro d'Itàlia
- 1955. 60è de la classificació general
- 1956. 26è de la classificació general
- 1957. 68è de la classificació general